# Monastère Saint-Nicolas de Staraïa Ladoga
Pour les articles homonymes, voir Monastère de Saint-Nicolas.
Le monastère Saint-Nicolas est l'un des monastères les plus anciens de Staraïa Ladoga en Russie du Nord, puisqu'il fut fondé en 1241 par saint Alexandre Nevski, soit un an après sa victoire contre les Suédois à la bataille de la Neva en 1240. Le monastère est dédié à saint Nicolas.

## Historique
La première mention de son existence est relevée dans un recensement de la surface de terre possédé par le monastère en 1401.
À la fin de la période des troubles, vers 1628, les bâtiments du  monastère sont entièrement reconstruits. En 1714, le monastère passe sous l'autorité du monastère Saint-Alexandre-Nevski de Saint-Pétersbourg et ne retrouve son indépendance qu'en 1811. 
En 1927, il est fermé, mais la communauté des moines est autorisée à survivre au sein d'une coopérative de pêcheurs qui fonctionne jusqu'en 1937.
Le monastère (pour hommes) a été rendu au culte et a accueilli à nouveau une communauté monastique le 26 décembre 2002. Il a été béni à cette occasion par le patriarche Alexis II.

## Source
- (ru) Cet article est partiellement ou en totalité issu de l’article de Wikipédia en russe intitulé « Староладожский Никольский монастырь » (voir la liste des auteurs).